# Resultados do Carnaval de São Paulo em 2010
Nesta página contém os resultados do Carnaval de São Paulo em 2010. Os desfiles foram realizados nos dias 12, 13, 14, 15 e 19 de fevereiro de 2010.

## Escolas de samba

### Grupo Especial
Os desfiles do grupo especial ocorreram nos dias 12 e 13 de fevereiro de 2010 no sambódromo do Anhembi. A Rosas de Ouro conquistou seu sétimo título de campeã, quebrando o longo jejum de 16 anos sem vitórias na elite do carnaval, com um desfile sobre o chocolate. O título anterior da escola foi conquistado em 1994. O enredo "Cacau: um grão precioso que virou chocolate, e sem dúvida se transformou no melhor presente!" foi assinado pelo carnavalesco Jorge Freitas, que conquistou seu quarto título. O samba-enredo causou polêmica pelo refrão conter o verso "O Cacau é Show", que fazia alusão a marca Cacau Show, patrocinadora do enredo. Faltando menos de um mês para o desfile, a escola alterou o trecho para "O cacau chegou" alegando pressão da Rede Globo, detentora dos direitos de transmissão dos desfiles no Anhembi. Campeã no ano anterior, a Mocidade Alegre foi vice-campeã por apenas 0,25 de diferença para o Rosas com um desfile sobre o espelho. Terceira colocada, o Vai-Vai fez um desfile que celebrou os 80 anos da Copa do Mundo de futebol e da própria agremiação. Mancha Verde se classificou em quarto falando sobre os mestres, enquanto o Gaviões da Fiel ficou com a quinta e última vaga do Especial para o Desfile das Campeãs com um enredo sobre o centenário do Corinthians. Recém-promovida ao Grupo Especial, a Imperador do Ipiranga foi rebaixada para o Grupo de Acesso. Após dois anos na elite, a Leandro de Itaquera também foi rebaixada para a segunda divisão.
Ordem de Desfile
| Sexta-feira (12/02/2010) | Sábado (13/02/2010) |
| 1. Imperador do Ipiranga 2. Leandro de Itaquera 3. Acadêmicos do Tucuruvi 4. Mancha Verde 5. Unidos de Vila Maria 6. Rosas de Ouro 7. Vai-Vai | 1. Águia de Ouro 2. Tom Maior 3. Mocidade Alegre 4. X-9 Paulistana 5. Gaviões da Fiel 6. Império de Casa Verde 7. Pérola Negra |

Mapa de notas
Abaixo o mapa de notas da apuração do Grupo Especial:

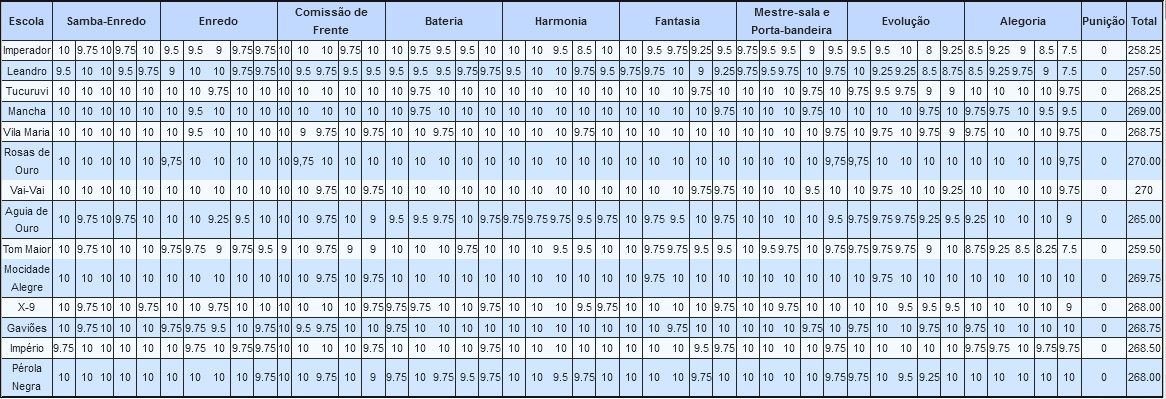
Mapa de apuração

Classificação
| Legenda: Campeã Rebaixada |

| Col. | Escola                 | Enredo                                                                                                   | Pontos |
| ---- | ---------------------- | --- | ------ |
| 1    | Rosas de Ouro          | Cacau: um grão precioso que virou chocolate, e sem dúvida. se transformou no melhor presente!            | 270.00 |
| 2    | Mocidade Alegre        | Da criação do Universo ao sonho eterno do Criador... eu sou o espelho e me espelho em quem me criou      | 269.75 |
| 3    | Vai-Vai                | 80 Anos de Arte e Euforia, “É Bom no Samba, É Bom no Couro” Salve o Duplo Jubileu de Carvalho            | 269.25 |
| 4    | Mancha Verde           | Aos Mestres com Carinho! Mancha Verde Ensina Como Criar Identidade                                       | 269.00 |
| 5    | Gaviões da Fiel        | Corinthians... minha vida, minha história, meu amor!                                                     | 268.75 |
| 6    | Unidos de Vila Maria   | A Indústria que Manipula o Ferro, é a Mãe de Todas as Outras!                                            | 268.75 |
| 7    | Império de Casa Verde  | Itu, Fidelíssima Terra de Gigantes                                                                       | 268.50 |
| 8    | Acadêmicos do Tucuruvi | São Luis do Maranhão - Um Universo de Encantos e Magias                                                  | 268.25 |
| 9    | X-9 Paulistana         | Do Além Mar, a Herança Lusitana nos Une. Ora Pois... A X-9 é Portuguesa com Certeza!                     | 268.00 |
| 10   | Pérola Negra           | Vamos Tirar o Brasil da Gaveta                                                                           | 268.00 |
| 11   | Águia de Ouro          | Ribeirão Preto - Região à Frente do Seu Tempo: Da Abolição ao Agronegócio, Terra de Liberdade e Riqueza! | 265.00 |
| 12   | Tom Maior              | Brasilia, Do Sonho à Realidade... Uma Homenagem de São Paulo aos 50 Anos da Capital Coração do Brasil    | 259.50 |
| 13   | Imperador do Ipiranga  | Da Antiguidade a Tecnologia: Medicina, a Nobre Arte de Salvar Vidas                                      | 258.25 |
| 14   | Leandro de Itaquera    | Sob Um Manto de Amor e Paz, Sou Leandro de Itaquera Desfilando o Vermelho e Branco no Meu Carnaval       | 257.50 |

### Grupo de Acesso
Os desfiles do grupo de acesso ocorreram no dia 14 de fevereiro de 2010 no sambódromo do Anhembi. Nenê de Vila Matilde venceu o Grupo de Acesso e foi promovida para o Grupo Especial junto da vice-campeã, Unidos do Peruche. Ambas haviam sido rebaixadas no ano anterior. Últimas colocadas, Barroca Zona Sul e Flor de Liz da Zona Sul foram rebaixadas para o Grupo 1 da UESP.
Classificação
| Legenda: Promovida Rebaixada |

| Col. | Escola                | Enredo                                                                    | Pontos |
| ---- | --------------------- | ------------------------------------------------------------------------- | ------ |
| 1    | Nenê de Vila Matilde  | A Água Nossa de Cada Dia. A Pureza da Águia é a Essência de Nossas Vidas! | 268.25 |
| 2    | Unidos do Peruche     | São Paulo, olhai por nós!                                                 | 268.00 |
| 3    | Dragões da Real       | Renovação... Assim Caminha a Humanidade                                   | 268.00 |
| 4    | Camisa Verde e Branco | Tô No Jogo, Me Respeite!                                                  | 267,25 |
| 5    | Morro da Casa Verde   | De Quem é Essa Bola?                                                      | 266,00 |
| 6    | Uirapuruu da Mooca    | O voo da águia sobre as terras do Uirapuru                                | 262,75 |
| 7    | Barroca Zona Sul      | O beijo                                                                   | 259,25 |
| 8    | Flor de Liz           | 7-Sete                                                                    | 245,75 |

### Grupo 1
Os desfiles do grupo 1 ocorreram no dia 15 de fevereiro de 2010.
Classificação
| Legenda: Promovida Rebaixada |

| Col. | Escola                      | Enredo | Pontos |
| ---- | --------------------------- | --- | ------ |
| 1    | Acadêmicos do Tatuapé       | As Quatro Estações | 270,25 |
| 2    | Torcida Jovem               | Divina Sedução | 267,50 |
| 3    | Combinados de Sapopemba     | Da Prata ao Ouro. Fazer o Bem Sem Olhar a Quem!                                                                                                 | 266,50 |
| 4    | Unidos do Vale Encantado    | Do Amor Pela Natureza, a Liberdade do Índio. Do Conhecimento do Branco Conquistador a Força e a Fé dos Negros... Sou Eu, Brasil, A Quarta Raça! | 266,25 |
| 5    | Prova de Fogo               | Carnaval na Roça: O Caipira que Virou Cowboy!                                                                                                   | 266,00 |
| 6    | Unidos de São Lucas         | Araçatuba, nos Trilhos do Tempo, a Terra dos Araças                                                                                             | 265,00 |
| 7    | União Imperial              | No Universo das Cores, a Saga de uma Deusa Heroína. Íris, Arco de Aliança Entre a Criação e a Redenção                                          | 262,00 |
| 8    | Dom Bosco                   | Do Fascínio dos Deuses Para a Mão do Mestre-Sala... Um Leque de Emoções, na Odisséia dos Esplendores                                            | 259,75 |
| 9    | Primeira da Aclimação       | Quem Nunca Viu o Samba Amanhecer Vai no Bexiga Pra Ver! Vai-Vai 80 Anos de Emoção                                                               | 259,75 |
| 10   | Estrela do Terceiro Milênio | Óxente Cabra da Peste, São Paulo Capital do Nordeste                                                                                            | 259,25 |
| 11   | Príncipe Negro              | Príncipe Negro, Exalta as Festas e Faz a Festa                                                                                                  | 258,50 |
| 12   | Portela da Zona Sul         | Uma História de Amor | 253,50 |

### Grupo 2
Os desfiles do grupo 2 ocorreram nos dias 14 e 15 de fevereiro de 2010.
Classificação
| Legenda: Promovida Rebaixada |

| Col. | Escola                  | Enredo | Pontos |
| ---- | ----------------------- | --- | ------ |
| 1    | Camisa 12               | Um Centenário de Paixões. Parabéns Corinthians, Renascendo a Cada Dia, Mais Vivo do Que Nunca                                             | 179.5  |
| 2    | Mocidade Unida da Mooca | Da Roda ao Caos, da Poluição ao Combustível do Futuro! Vem de Carona Com a "Mooca" Nesta Festa de Ilusão, Voando Baixo na Pista da Emoção | 177.5  |
| 3    | Flor da Vila Dalila     | Cores e Sons de Uma Ilha Tropical. Salve São Luís do Maranhão                                                                             | 176.25 |
| 4    | Brinco da Marquesa      | Sou Cabra da Peste, Salve os Reis do Meu Nordeste                                                                                         | 176.25 |
| 5    | Só Vou Se Você For      | Mar, Misterioso Mar | 175.50 |
| 6    | União da Vila Albertina | Aplausos aos Nossos Heróis | 175    |
| 7    | Estação Invernada       | Batam Palmas, O Circo Chegou | 174.75 |
| 8    | Tradição Albertinense   | A Fantástica Odisséia em Busca da Felicidade... Delírios, Histórias e Imaginação... Tudo Vira Samba no Sonho da Tradição                  | 173.25 |
| 9    | Valença de Perus        | A Revolução da Natureza é o Bicho! | 172.75 |
| 10   | Explosão da Zona Norte  | Geraldo Filme: De Pirapora ao Bexiga, Uma Vida Dedicada ao Samba                                                                          | 172.25 |
| 11   | Império Lapeano         | Já Que Nem Tudo Tem Jeito, o Melhor é Acreditar e Deixar a Vida Nos Levar                                                                 | 171.5  |
| 12   | Colorado do Brás        | Da Descoberta à Chama da Razão a Colorado Descobre o Fogo                                                                                 | 99.75  |

### Grupo 3
Os desfiles do grupo 3 ocorreram nos dias 14 e 15 de fevereiro de 2010.
Classificação
| Legenda: Promovida Rebaixada |

| Col. | Escola                         | Enredo | Pontos |
| ---- | ------------------------------ | --- | ------ |
| 1    | Unidos de Santa Bárbara        | Kosi Ewe - Salve as Folhas | 180.25 |
| 2    | TUP                            | Da Vila Nova da Constituição ao Brasil Caipira... Os Parceiros do Rio Bonito; TUP Conta Piracicaba na Avenida!                       | 179.50 |
| 3    | Unidos de São Miguel           | Quem Inventou o Brasil? Foi Seu Cabral... E as Marchinhas Inventaram o Carnaval!                                                     | 179    |
| 4    | Iracema Meu Grande Amor        | Água, Vamos Proteger Essa Fonte de Vida                                                                                              | 177.25 |
| 5    | União Independente da Zona Sul | Com União Somos Todos Irmãos | 176    |
| 6    | Lavapés                        | 100 Anos de Carmem Miranda na Lavapés de Madrinha Eunice                                                                             | 175.50 |
| 7    | Os Bambas                      | Senhoras e Senhores, Respeitável Público, Orgulhosamente Apresentamos Nossa Principal Atração, Uma Viagem Pelo Mundo Mágico do Circo | 174.50 |
| 8    | Mocidade Robruense             | Recordar é Viver... Mocidade Robruense Volta ao Passado e Traz os Anos 80 de Presente Pra Você                                       | 174    |
| 9    | Guaianases                     | Amazonas, O Eldorado do Brasil | 173.75 |
| 10   | Passo de Ouro                  | Os Guerreiros do Arco-Íris | 173.75 |
| 11   | Sai da Frente                  | Parabéns Sai da Frente, 25 Anos de Samba e Frevo na Passarela                                                                        | 154    |
| 12   | Jaraguá                        | Monteiro Lobato, de Fato um Homem Muito Além de Seu Tempo                                                                            | 91.50  |
| 13   | Imperatriz da Paulicéia        | Chacrinha, O Cassino da Alegria | 2.75   |

### Grupo 4
Os desfiles do grupo 4 ocorreram no dia 13 de fevereiro de 2010.
Classificação
| Legenda: Promovida |

| Col. | Escola                      | Enredo                                                              | Pontos |
| ---- | --------------------------- | ------------------------------------------------------------------- | ------ |
| 1    | Malungos Independente       | São Paulo, Hábitos e Tradições                                      | 87,75  |
| 2    | Acadêmicos do Ipiranga      | Festa no Cafundó                                                    | 85,25  |
| 3    | Dragões de Vila Alpina      | Minhas Co-Irmãs, Nosso Espelho Para um Novo Amanhã!                 | 81,50  |
| 4    | Em Cima da Hora Paulistana  | Cotas Universitárias... O Início da Indenização                     | 65,25  |
| 5    | Tradição da Zona Leste      | Água, Essência da Vida                                              | 39,00  |
| 6    | Estrela Cadente             | O Mundo Encantado de Aquarela                                       | 5,50   |
| 7    | Folha Azul dos Marujos      | Uma Homenagem aos Jovens da Melhor Idade                            | -2,00  |
| 8    | Falcão do Morro Itaquerense | Amazônia, Coração do Planeta                                        | -44,75 |
| 9    | Primeira da Cidade Líder    |                                                                     | -75,75 |
| 10   | Dragões de São Miguel       | Um Buquê de Poesia... Orgulhosamente o Rei do Baião... Luiz Gonzaga | ------ |